# جوائو دا نوا
جوائو دا نوا (João da Nova) (املای گالیسیایی: Xoán de Novoa) (املای اسپانیایی: Juan de Nova) (متولد حدود ۱۴۶۰ در ماسیدا، اورنسه، گالیسیا – درگذشت ۱۶ ژوئیه ۱۵۰۹ در کوچی، هند)، کاوشگر پرتغالی-گالیسیایی اقیانوس‌های اطلس و هند بود که برای حکومت پرتغال کار می‌کرد. از وی به عنوان کاشف جزیره‌های اسنشن و سنت هلنا یادآوری می‌شود.
جزیره ژوان دو نوا در کانال موزامبیک به افتخار وی نام‌گذاری شده‌است. جزیره مرجانی فارکوهار (در سیشل) برای مدتی طولانی به‌نام جزایر جوائو دا نوا شناخته می‌شد. بعضاً تصور می‌شود که جزایر آگالگا (در اقیانوس هند) نیز پس از وی نام‌گذاری شده‌است (اما، به احتمال قریب به یقین، او هیچگاه از آنها دیدن نکرده بود).

## زندگی‌نامه
ژوان دا نوا در یک خانواده اشرافی در ماسیدا، گالیسیا که در آن زمان بخشی از پادشاهی تاج کاستیا بود، متولد شد. نوا توسط خانواده‌اش به پرتغال فرستاده شد تا در آنجا بزرگ شده و از جنگ میان شاخه‌های اشرافی، معروف به جنگ‌های ارماندینو، دور باشد. در پرتغال، او همچنین به‌نام جوائو گالیگو («گالیسیایی») شناخته می‌شد. در ۱۴۹۶ میلادی، او از جانب شاه مانوئل یکم به عنوان آلکایدی مینور (شهردار) لیسبون گماشته شد.

## اولین سفر دریایی به هند
در ۹ یا ۱۰ مارس ۱۵۰۱، جوائو دا نوا سفر خود را به عنوان فرمانده سومین سفر اکتشافی پرتغال به هند آغاز نموده و یک ناوگان کوچک متشکل از چهار کشتی که به‌طور خصوصی و به ابتکار مشترک بارتولومیو مارکیونی فلورانسی و دی. آلورا اهل براگانزا پرتغالی راه‌اندازی شده بود را رهبری کرد. تصور می‌شود که نوا در ۱۵۰۱ میلادی، در جریان این سفر اکتشافی از جزیره اسنشن در اقیانوس اطلس جنوبی نیز دیدن نموده‌است. پس از دو بار بازدید از دماغه امید نیک، گفته می‌شود که او همچنین جزیره‌ای را در کانال موزامبیک که حالا به‌نام جزیره ژوان دو نوا یاد می‌گردد، کشف نموده‌است.
پس از رسیدن به هند، نوا یک فیتوریا (پایگاه تجاری) در کانور تأسیس نموده و در آنجا یک نماینده گذاشت (به نمایندگی از کنسرسیوم خصوصی مارکیونی و براگانزا، نه پادشاهی پرتغال). در ۳۱ دسامبر ۱۵۰۱، ناوگان کوچک جوائو دا نوا با ناوگان کشتی‌های ساموتیری اهل کالیکوت در جنگ خارج از لنگرگاه کانور درگیر شد که نخستین جنگ دریایی پرتغال در اقیانوس هند بود. برخی مورخین گمان می‌برند که نوا (یا یکی از کاپیتان‌های وی) ممکن است در مقطعی از سفر خود از جزیره سیلان دیدار نموده باشد که در این صورت این بازدید چهار سال قبل از نخستین بازدید رسمی ثبت‌شده پرتغال، توسط دی. لورینکو دی آلمیدا در ۱۵۰۵–۶ میلادی، صورت گرفته‌است.
ناوگان رزمی نوا در ژانویه ۱۵۰۲ هند را ترک کرد. هنگام بازگشت از سفر اکتشافی، گفته می‌شود که نوا جزیره سنت هلنا در اقیانوس اطلس جنوبی را در ۲۱ می ۱۵۰۲، روز عید سنت هلنا، کشف نموده‌است. با این حال، مقاله‌ای که در ۲۰۱۵ میلادی منتشر گردید، تاریخ اکتشاف این جزیره را بررسی نموده و پیشنهاد می‌نماید که جان هویگن ون لینشوتن احتمالاً (در ۱۵۹۶ میلادی) نخستین کسی بود که گفت، این جزیره به دلیل اینکه در ۲۱ می کشف گردید به این نام نامگذاری شد. با فرض اینکه لینشوتن به‌طور صحیح به عید گلریزان (Whitsunday) در ۲۱ می ۱۵۸۹ در مسیحیت غربی اشاره داشته باشد (نه تاریخ ۲۸ می در کلیسای ارتدکس)، این مقاله پیشنهاد می‌نماید که لینشوتن به عید پروتستان سنت هلنا در ۲۱ می اشاره دارد نه به نسخه مسیحی ارتدکس در این تاریخ. از اینرو این استدلال پدید می‌آید که، پرتغال این جزیره را دو دهه قبل از آغاز اصلاحات و تأسیس پروتستانتیسم کشف نموده‌است، از لذا این ممکن نیست که این جزیره به‌خاطری که در روز عید پروتستان کشف شده‌است، به این نام نامگذاری شده باشد. تاریخ ۳ می، روز عید کاتولیک برای یافتن صلیب راستین توسط سنت هلنا در اورشلیم که توسط ادواردو دوارت لوپیس در ۱۵۹۱ میلادی و توسط سِر توماس هربرت در ۱۶۳۸ میلادی برای اکتشاف این جزیره پیشنهاد گردیده‌است، نسبت به تاریخ ۲۱ می در پروتستان، از نظر تاریخی اعتبار بیشتری دارد. این مقاله نتیجه‌گیری می‌نماید که اگر دا نوا این کشف را در ۳ می ۱۵۰۲ انجام داده باشد، به احتمال زیاد او از نام‌گذاری این جریره به نام الها دی ویرا کروز (جزیره صلیب راستین) خودداری نموده بود، چون پدرو آلوارز کابرال قبلاً این نام را بر خط ساحلی برزیل که در ان زمان یک جزیره بزرگ پنداشته می‌شد، در ۳ می ۱۵۰۰ گذاشته بود. خبر اکتشاف کابرال، قبل از اینکه ناوگان سفر دریایی نوا در ۱۵۰۱ میلادی به هند آغاز شود، مستقیماً از آمریکای جنوبی به لیسبون رسیده بود. اگر د نوا می‌دانست که نام صلیب راستین قبلاً گذاشته شده‌است، هویداترین و محتمل‌ترین نام جایگزینی که او می‌توانست بر جزیره بگذارد، «سنت هلنا» بود.

## دومین سفر دریایی به هند

### ۱۵۰۵ – ۱۵۰۶ میلادی
در ۵ مارس ۱۵۰۵، او به عنوان ناخدای کشتی فلور د لا مار، در هفتمین ناوگان جنگی هند پرتغالی تحت فرماندهی فرانسیسکو دی آلمیدا، نخستین نایب‌الملک پرتغال در هند، سفر دریایی دیگری را به هند هدایت نمود. پادشاه پرتغال لقب اشرافی ناخدای ارشد (پرتغالی: Capitão-mor) ناوگان جنگی ساحل هندی را، در صورتیکه در هند مناسب باشد، به وی اعطاء کرده بود. در آفریقای شرقی، این ناوگان شهر کیلوا را تصرف نموده (رویدادی که نوا، با رساندن نامه‌های پنهانی میان آلمیدا و مدعی محلی تاج و تخت، محمد آرکون، نقش مهمی ایفا نمود) و برای شبیخون مومباسا پیشروی نمود.
پس از اینکه ناوگان جنگی از اقیانوس هند عبور نمود، قبل از اینکه در نهایت در اکتبر به کوچین برسد، مدتی را مشغول بلند کردن قلعه‌ها و شبیخون بندرها بود. پس از رسیدن به کوچین، دی. فرانسیسکو دی آلمیدا خود را به عنوان نایب‌الملک هند پرتغالی اعلام نمود، اما از تأیید مقام جوائو دا نوا به عنوان ناخدای ارشد گروه گشت‌زنی سواحل هند خودداری نمود. آلمیدا ادعا نمود که فلور د لا مار بسیار بزرگ بوده و قادر به ورود به شاخابه‌ها و کولاب‌های سواحل هندی نیست و از این‌رو به عنوان کشتی گشت‌زنی، مناسب نبود. آلمیدا پیشنهاد ناخدایی یک کشتی کاروال و تسلیم نمودن فلور به یک ناخدای دیگر را به جوائو دا نوا ارایه کرد، اما نوا تصمیم گرفت تا خود کشتی‌اش را به لیسبون بازگرداند. پس از آن، آلمیدا پسر خودش، لوارینگو دو آلمیدا را به عنوان ناخدای ارشد گشت‌زنی گماشت.
نوا در فوریه ۱۵۰۶ هند را ترک کرد، اما به دلیل سنگین-بار بودن فلور د لا مار، نشتی در بدنه کشتی در حومه منطقه زنگبار ایجاد شده و او مجبور شد تا برای تعمیر در جزایر کانال موزامبیک توقف نماید. او هشت ماه بعدی را برای ترمیم کشتی در این منطقه گذراند، تأخیری که بر اثر بیماری و بادهای مخالف طویل‌تر شد.

### ۱۵۰۷ میلادی
زمانی که او هنوز هم تا فوریه ۱۵۰۷ با کشتی نشت‌دار خود در کنار دریا بود، هشتمین ناوگان جنگی تحت فرماندهی تریستاو دا کنها به جزیره موزامبیک رسید. کنها به تعمیر کشتی نوا کمک کرد، محموله آنرا به یک کشتی حمل و نقل لیسبون تحویل داد و نوا و فلور د لا مار را به ناوگان خودش که به سوی هند می‌رفت، ضمیمه نمود.
جوائو دا نوا در اشغال جزیره سقطرا توسط پرتغال در اوت ۱۵۰۷ میلادی سهم گرفت. چیزی که شگفتی او را بسیار برانگیخت این بود که به او وظیفه سپرده شد تا با گروه گشت‌زنی دریای سرخ، شش کشتی تحت فرماندهی دی. آلفونسو دو آلبوکرکه در سقطرا بماند و با کنها به هند نرود. اما حضور او در گروه کشت‌زنی دریای سرخ ظاهراً برای آلبوکرکه آشوب‌گرانه بنظر می‌رسید، هرچند نقش او در «شورش ناخداها» که بعداً رخ داد تا حدی غبار آلود بود. علاوه بر ناامیدی‌های خود وی، نوا داستان‌های از حقوق ثروتمندان هندی را به ناخدای همتای خود به‌طور مکرر بیان می‌کرد، گزینه‌ای که به مراتب نسبت به سواحل خشک دریای عرب بود که آنها موظف به گشت‌زنی شده بودند، جذاب‌تر بود. آلبوکرکه در اوت-سپتامبر ۱۵۰۷ میلادی گروه کوچک خود را به سوی خلیج عمان هدایت نموده و یک سری شهرهای ساحلی – قلهات، القریات، مسقط - را پشت سر هم شبیخون زد، کاری که نیت او مبنی بر این‌گونه پیشروی تا مناطق دور دست ساحل عربی و حتی جزیره هرمز را نشان می‌داد. ناخداهای گشت‌زنی که با رویاهای ثروتمندان سریع و آسان مجذوب هند شرقی شده بودند، در نتیجه جنگ‌های بی‌سود و خطرناک پیاپی و با نداشتن مردان مسلح کافی، در نهایت خسته شده و متوقف شدند. پس از مسقط، جوائو دا نوا که کاملاً خسته شده بود یک درخواست رسمی به آلبوکرکه ارایه نموده و اجازه خواست تا گروه گشت‌زنی را ترک و به سوی هند پیشروی نماید (ظاهراً تا از نایب‌الملک آلمیدا درخواست تجدید قوا نماید). هنگامی که این درخواست وی رد گردید، نوا اعتراض نموده و دستگیر گردید. چندی بعد او مورد بخشش قرار گرفته و از بند آزاد شد، چون فرماندهی او برای شرکت در نبرد هرمز در اکتبر ۱۵۰۷ نیاز بود.